# Niet-lineair bewerkingssysteem
Een niet-lineair bewerkingssysteem is een video- of audiobewerkingssysteem waarmee audio of video heel gericht kan bewerkt worden zonder alles te moeten doorlopen (direct access), dit in tegenstelling tot methoden uit de vroege twintigste eeuw. Er waren toen voornamelijk lineaire methoden bekend. Tegenwoordig maken de meeste video- of audiobewerkingsprogramma's gebruik van een niet-lineair bewerkingssysteem.